# Carex deflexa
Carex deflexa là một loài thực vật có hoa trong họ Cói. Loài này được Hornem. mô tả khoa học đầu tiên năm 1883.